# Юмашев, Юрий
Юрий Иванович Юмашев (20 февраля 1941) — советский конькобежец, серебряный призёр чемпионата Европы 1964 года, серебряный призёр чемпионата СССР в многоборье (1970). Мастер спорта СССР международного класса.
В сборной команде СССР с 1964 года. В 1964 году на чемпионате Европы Юрий Юмашев завоевал серебряную медаль в многоборье, пропустив вперёд советского конькобежца Антса Антсона. Юмашев был третьим на дистанциях 500, 5000 и 1500 метров и пятым на дистанции 10 000 метров. Он также участвовал на чемпионатах Европы 1965 и 1970, на которых выступил менее удачно — 13 и 14 место соответственно.
В 1970 году Юрий Юмашев занял 15 место на чемпионате мира в классическом многоборье.
На чемпионате СССР 1963 года стал седьмым. В этом же году на соревнованиях в Ангарске установил рекорд СССР на дистанции 3000 метров. 1970 года в многоборье занял второе место, став вторым на дистанциях 5000 и 10 000 метров. В 1971 году занял четвёртое место. Мастер спорта международного класса. Закончил спортивную карьеру в 1973 году.
Ученик Шасс Павла Сменовича, Константина Кудрявцева. Выступал за спортивный клуб «ЦСКА».

## Спортивные достижения
| Год  | Чемпионат Европы | Чемпионат мира многоборье |
| ---- | ---------------- | ------------------------- |
| 1964 | 2                |                           |
| 1965 | 13e              |                           |
| 1970 | 14e              | 15e                       |

### Личные рекорды
| Дистанция | Время    | Дата            | Место   |
| --------- | -------- | --------------- | ------- |
| 500 м     | 40,86    | 13 января 1970  | Медео   |
| 1 500 м   | 2.06,79  | 14 января 1970  | Медео   |
| 3 000 м   | 4.31,5   | 14 декабря 1963 | Ангарск |
| 5 000 м   | 7.38,20  | 13 января 1970  | Медео   |
| 10 000 м  | 15.43,61 | 14 января 1970  | Калгари |